# Be-звезда

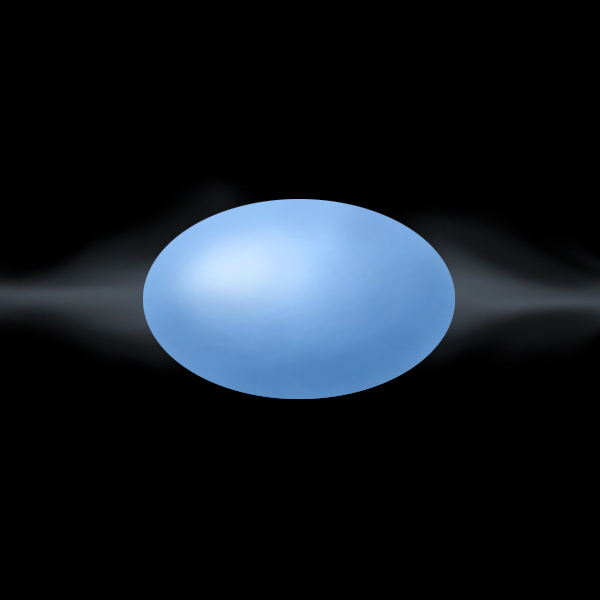
Be-звезда Ахернар, сжатая из-за быстрого вращения.

Be-звёзды — очень горячие звёзды спектрального класса B (эффективная температура от 10 000 до 30 000 K) со светимостью класса от III до V (то есть не сверхгиганты), спектр которых показывает по крайней мере одну эмиссионную линию излучения — как правило, бальмеровскую серию водорода. Иногда присутствуют другие линии излучения, например нейтрального гелия, но они, как правило, значительно слабее. Be-звёзды могут проявлять эмиссионные линии только время от времени, то есть иногда показывать спектр обычной звезды класса B. Также может возникнуть ситуация, когда до сих пор нормальная B-звезда становится Be-звездой.
В обозначении присутствуют две буквы: B, указывающая на спектральный класс, и строчная e, обозначающая излучение (emission) в спектральной классификации. Другими характеристиками Be-звёзд являются линейная поляризация оптического излучения и очень часто избыток инфракрасного излучения, который выражен гораздо сильнее, чем в обычных B-звёздах. Некоторые из этих звёзд являются переменными с периодами от нескольких часов до нескольких дней. У некоторых Be-звезд замечены пульсации поверхности, а в одном случае мощное магнитное поле.
Хотя большинство Be-звёзд лежат на главной последовательности, идентификатор «Be», на самом деле, может относиться к достаточно разнородной группе объектов, включая звёзды ещё не вышедшие на главную последовательность, сверхгиганты, симбиотические B[е] звёзды, протопланетарные туманности и др. Могут существовать подклассы: B[е] сверхгиганты, Звёзды Хербига (Ae/Be), компактные планетарные туманности B[е] и прочие «неопределённые» категории.
Первой звездой, которая была обозначена как Be-звезда, стала Гамма Кассиопеи. Её спектр в 1866 году изучил Анджело Секки, и это была первая звезда, в спектре которой наблюдались эмиссионные линии. С пониманием процессов, происходящих внутри звёзд, в начале XX века стало ясно, что эмиссионные линии должны исходить от околозвёздной окружающей среды, а не от самой звезды. В настоящее время все наблюдаемые особенности объясняются газовым диском, который образуется из материала, выброшенного из звезды. Избыток инфракрасного излучения и поляризация образуется в результате рассеяния света в околозвёздных дисках, а линии излучения формируются при прохождении звёздного ультрафиолета через газовый диск.
Be-звёзды, как правило, быстро вращаются. Одним из примеров, который получил подтверждение с помощью интерферометрических измерений, является Ахернар. Тем не менее одного быстрого вращения, возможно, недостаточно для формирования околозвёздного диска, требуется дополнительный механизм сброса газа из звезды, например мощное магнитное поле или нерадиальные звёздные пульсации. То, что характеристики Be-звёзд проявляются только время от времени, может быть связано, скорее всего, с природой именно этих дополнительных механизмов, но детали в настоящее время ещё обсуждаются.
Be-звёзды, как правило, переменны и могут быть классифицированы как переменные типа Гаммы Кассиопеи из-за процесса рассеяния в диске или как переменные типа Лямбды Эридана с учётом их пульсационного характера.